# Александровка (Болградский район)
Алекса́ндровка (укр. Олекса́ндрівка) — село, относится к Болградскому району Одесской области Украины.

## Общие сведения
Находится на севере Болградского района в долине реки Малый Котлабух. Занимает площадь 2,5 км².
Население по переписи 2001 года составляло 2457 человек. Почтовый индекс — 68713. Телефонный код — 4846. Код КОАТУУ — 5121480401.

#### Местный совет
68713, Одесская обл., Болградский р-н, с. Александровка, ул. Советская, 98

## История
Село Александровка — одно из старейших гагаузских сел Бессарабии. До переселения гагаузов на территории села жили ногайские татары и поселение называлось Саталык-Хаджи.
В Бессарабию болгары и гагаузы переселились из Болгарии во время русско-турецких войн конца XVIII — начала XIX века . Первое переселение было в конце XVIII века. Ранние группы переселенцев из-за отсутствия свободных земель не имели возможности создавать отдельные селения, они селились вместе с местными жителями. На совместное проживание с ногайскими татарами решались в основном гагаузы, для которых сходство татарского и гагаузского языков облегчало налаживание контактов. Первые гагаузские семьи, поселившиеся в селении Саталык-Хаджи — Дишли (Мариння), Василиогло (Симула), Василиогло (Костанда), Драгановы (Драганна).
После подписания в 1812 году между Россией и Турцией Бухарестского мирного договора, Бессарабия отошла к России и ногайские татары ушли из Бессарабии. После этого началось массовое переселение болгар и гагаузов в Бессарабию.
1821 год считается годом основания здесь гагаузского села (по некоторым источникам — 1823 г.). Оно вначале называлось, как и раньше — Саталык-Хаджи.
В 1828—1832 гг. было последнее переселение в Саталык-Хаджи. В 1832 г. в селе было 47 старых семей и 46 новых семей, прибывших во время последнего переселения. Село принадлежало к разряду казенных земель, то есть государственных. Здесь не было помещичьих хозяйств, крепостного права. Оно входило в Нижне-Буджакский округ.
Село владело 5100 десятин удобной земли, в среднем на одну семью приходилось 54,5 десятин. В 1847 г. в селе проживали 124 семьи, из них 64 считались бедными.
Позже село было переименовано в Александровку. Существует предположение, что оно названо в честь российского царя Александра І.
1 марта 1842 г. в селе была открыта начальная приходская ланкастерская школа. Она называлась Саталык-Хаджийская прихода св. Иоана Богослова. В школе был один класс, обучалось 16 учеников — мальчиков. Преподавал учитель Измаильского вольного цеха — матрос Бабийчук. Школа содержалась на средства сельского прихода. Изучались предметы: чтение, чистописание, Закон Божий, краткая Священная история и 4 правила арифметики. Обучение в школе было одногодичным и велось на русском языке. Закон Божий изучался на церковно-славянском языке.
В конце XIX в. начальная школа была преобразована в трехлетнюю, позже — четырёхлетнюю. Приблизительно в 1895 г. началось строительство каменного здания школы, в котором и сегодня обучаются ученики.
В начале XX в. в селе была гимназия. В этом учебном заведении учились не только местные жители, сюда приезжали учиться и из других мест. Девочки и мальчики обучались отдельно. Некоторые выпускники гимназии позже стали учителями Александровской школы. Это Ботанов Андрей Иванович, Ботанова Наталья Алексеевна, Дишли Дмитрий Дмитриевич, Драганов Георгий Трифонович.
В 1907 году Александровка входила в Ивановско — Болгарскую волость Аккерманского уезда. В 1907 г. в селе проживало 2350 человек. Земля была распределена между крестьянами в собственность по 2 десятины на душу.
В 1908 году в Александровке началось строительство больницы. Но оно не было завершено.
В январе 1918 году в селе была провозглашена Советская власть. Затем село стало принадлежать Румынии. Обучение в школе велось на румынском языке.
В 1925 году в селе началось строительство мужского монастыря с храмом в честь Рождества Пресвятой Богородицы, который в том же году был построен и освящен. В 1934 году монастырь был реорганизован в женский, монахини были переведены из Варзарештского Дмитриевского скита. Из их числа инокиня Зинаида (Терзиогло) назначена первой настоятельницей. Среди принятых тогда же в монастырь послушниц была игуменья Алевтина, назначенная настоятельницей в 1944 г. и стоявшая во главе обители до самой кончины в 1987 г.

### Современность
28 июня 1940 г. село вошло в состав УССР. Во время Второй мировой войны наступила вторая румынская оккупация. Военных действий на территории села не было. Основная масса населения не участвовала в боевых действиях на фронтах. В 1944 году советские войска освободили село.
В 1946—1947 годах александровцы пережили голод. Очень много людей умерло. Были случаи каннибализма.
В 1947—1948 годах были созданы первые колхозы «Путь Ленина», «Сталинский путь», «Крупская». Председателем колхоза «Сталинский путь» был Радулов В. Н., колхоз «Крупская» возглавил Костев П. М. Позже эти колхозы были объединены в один колхоз «Путь Ленина».
Некоторые александровцы были осуждены по политическим вопросам. Среди них бывший председатель колхоза Радулов В. Н. Он был обвинен в связях с румынскими властями в годы оккупации, осужден на 25 лет тюремного заключения. Отбыл 8 лет, после XX Съезда КПСС был реабилитирован.
В 1959 г. была разрушена в селе церковь и на этом месте в 60-е годы построен клуб.
В 1959 г. семилетняя школа преобразована в восьмилетнюю. В начале 60-х годов количество учеников в Александровской школе превысило 500 человек.
Александровская больница в 60-е годы была одной из крупных в районе, обслуживала жителей и соседних сел. В больнице работали терапевты, хирурги, детский врач, стоматолог и другие специалисты. В селе действовали партийная, комсомольская, пионерская организации.
В 60-70-е годы село было электро- и радиофицировано. Установлена телефонная связь.
В 1990 году Александровская школа стала средней. В селе вновь построена церковь.
В школе преподаются гагаузский язык и литература, ученики изучают историю села, края, гагаузского народа, его обычаи, традиции. Село не газифицировано. Не работает больница. Большая часть жителей села не обеспечена водой. Качество дорог до райцентра плохое. Отсутствуют рабочие места.
В последние годы уменьшилась численность населения. В селе много пустых домов. Село относится к вымирающим.

## Население и национальный состав
По данным переписи населения Украины 2001 года распределение населения по родному языку было следующим (в % от общей численности населения):
По Александровскому сельскому совету: украинский — 1,67 %; русский — 4,27 %; болгарский — 3,42 %; гагаузский — 89,17 %; молдавский — 0,98 %; цыганский — 0,33 %.

## Культура
За пределами села известен ансамбль гагаузской песни «Кырмызы гюль»

## Известные жители
- Константин Василиогло — поэт, педагог, ученый. Родился в 1938 г. в селе Александровка. Закончил Александровскую семилетнюю школу. В 90-е годы принимал активное участие в составлении латинского алфавита, учебных программ по гагаузскому языку, учебников.
- Радулов, Семён Иванович - борец вольного стиля. Бронзовый призёр чемпионата Европы по вольной борьбе (2016 года). Мастер спорта Украины международного класса.